# Pseudovalsa stylospora
Pseudovalsa stylospora är en svampart som beskrevs av Ellis & Everh. 1890. Pseudovalsa stylospora ingår i släktet Pseudovalsa och familjen Pseudovalsaceae.   Inga underarter finns listade i Catalogue of Life.